# Variações de Casanova
Casanova Variations (prt/bra: Variações de Casanova) é um filme de drama histórico luso-franco-germano-austríaco realizado por Michael Sturminger e produzido por Paulo Branco. Foi lançado na França a 19 de novembro de 2014 e em Portugal a 4 de dezembro de 2014.

## Elenco
- John Malkovich como Giacomo Casanova
- Veronica Ferres como Elisa
- Florian Boesch como Giacomo II
- Miah Persson como Elisa II
- Kate Lindsey como Belline
- Anna Prohaska como Caterina
- Barbara Hannigan como Sofia
- Kerstin Avemo como Leonilda
- Lola Naymark como Cecile
- Fanny Ardant como Lucrecia
- Jonas Kaufmann como Conde Branicki
- Victoria Guerra como Sophie